# Universitat de Perpinyà (1350-1793)
La Universitat de Perpinyà és una institució educativa del Rosselló que ha tingut una existència discontínua, en dues etapes separades per un llarg període d'absència. La primera etapa tingué lloc del 1350 fins al 1793, i la segona s'encetà als anys 70 del segle xx, i es manté en l'actualitat amb el nom d'Universitat de Perpinyà Via Domícia.

## Història 1350-1793

### Anys de prosperitat: segles XIV i XV

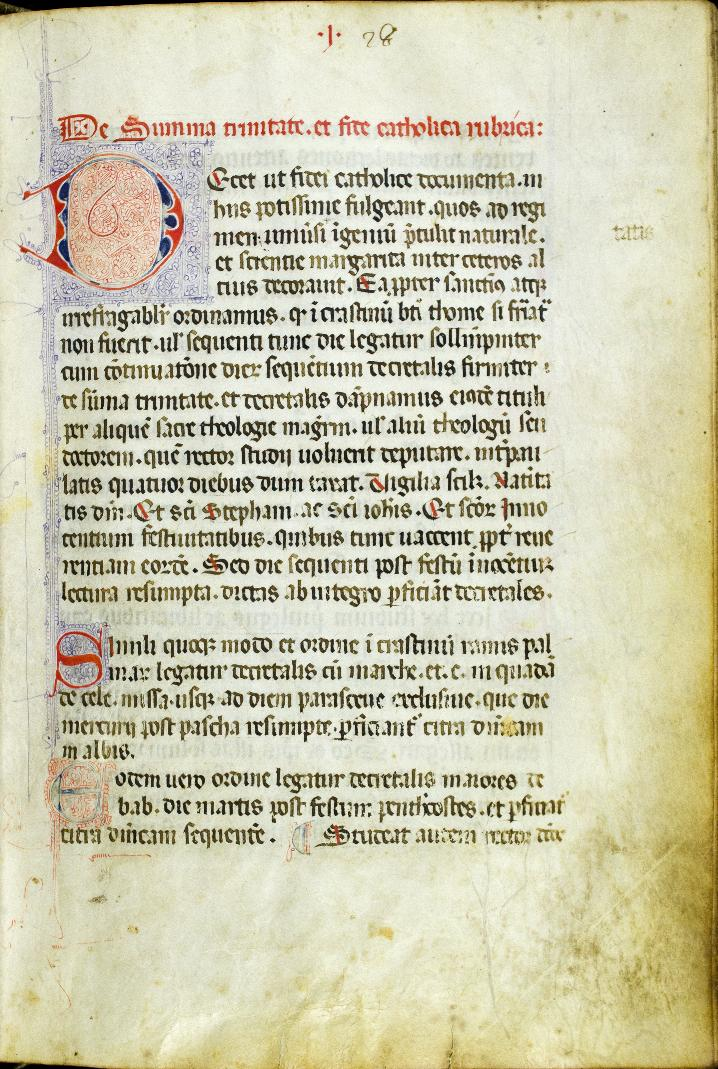
Estatuts de la universitat (1388-1389), al Llibre dels quatre claus

La universitat de Perpinyà nasqué després de la petició que els cònsols [el poder municipal] de Perpinyà i el bisbe d'Elna (Bernat Forner, de 1348 a 1350) feren al rei Pere III de Catalunya-Aragó perquè creés un centre universitari que reemplacés la universitat de Montpeller, atès que la ciutat occitana havia passat a mans del rei de França el 1349. Per aquesta raó, i també com a demostració palpable del poder reial en el context de l'aleshores recent victòria sobre Jaume III de Mallorca, que l'havia permès d'annexar-se el Rosselló el 1344, Pere III fundà l'studium generale de Perpinyà per un Privilegi del 20 de març del 1349 o del 1350 (segons la forma de datació que s'usi)
La universitat de Perpinyà fou la tercera més antiga de la corona d'Aragó i una de les primeres del món; la vuitena (o la desena segons com es compti) més antiga de les fundades  en l'actual territori francès.
El nou studium havia de tenir tres facultats: arts (humanitats en general), dret (amb les branques de dret romà i dret canònic) i teologia, però no se n'ha documentat una existència real fins al 1379, quan rebé el títol d'universitat. Aquest reconeixement, competència de l'autoritat religiosa, fou atorgat pel papa -antipapa- Climent VII d'Avinyó en una butlla datada a 28 de novembre del 1379. La butlla suprimia l'ensenyament de la teologia però autoritzava el de la medicina, potser per fer de contrapès a la molt important facultat que Montpeller tenia; la facultat de teologia no seria restablerta sinó el 1447, pel papa Nicolau V. A partir del 1380, la nova universitat s'establí lluny del centre, al barri de Sant Mateu, a prop del convent de Santa Clara, en un carrer que menava de l'antiga església de Sant Mateu  al castell reial. Aquest carrer rebé el nom de "carrer de l'Estudi" fins al segle xviii, i en el present se l'anomena "carrer Petit de la Moneda". A la capella de Sant Joan Evangelista, o de la Funerària, i també al palau del bisbe, s'hi feien les defenses de les tesis doctorals.
El funcionament de la universitat es regia pels estatuts de la universitat, del 1388-1389, que disposaven que el govern de la institució requeia en un rector auxiliat per un consell de dotze membres, dos dels quals havien de ser batxillers. Així mateix, i atès que la universitat era independent del poder civil i de l'eclesiàstic, era també competència del rector defensar les llibertats de la institució davant del governador reial, els cònsols de la ciutat i el bisbe de la diòcesi. Aquesta independència era temperada per la figura del canceller reial, que atorgava el vistiplau als professors triats per la universitat. La institució tenia una relació de supervisió tàcita sobre les escoles primàries municipals de la comarca i, en el cas de l'escola de Perpinyà, el rector li fixava anualment el temari d'estudis i la bibliografia a emprar. La universitat tenia 380 estudiants el 1394, que primordialment procedien de les diòcesis d'Elna (això faria les comarques del Rosselló, el Conflent i el Vallespir), de l'Urgell (la Cerdanya) i de Girona (l'Empordà, la Selva, la Garrotxa), amb petites aportacions molt més distants geogràficament, com Tortosa, València o Comenge. La concurrència amb les més veteranes universitats de Tolosa (del 1229), Montpeller (del 1289), i Lleida feu que la universitat perpinyanenca tingués una projecció limitada. De fet, les famílies nord-catalanes benestants s'estimaven més enviar els fills a les universitats occitanes que no pas a la local. Per contra, per als estudiants del sud de l'Albera la perpinyanenca fou una oferta d'interès fins a l'obertura d'altres universitats catalanes al segle xvi. A partir d'aquell moment, la pèrdua d'estudiants i de projecció social fou progressiva al llarg de diversos segles.
Al segle xv, l'activitat universitària quedà suspesa per uns anys a causa de l'ocupació francesa de Perpinyà en el marc de la invasió francesa dels Comtats (1462-1473) per les tropes de Lluís XI de França, que aprofità la inestabilitat causada al Principat per la guerra civil catalana. La capital rossellonesa envià Francesc Maler com a síndic perpinyanenc en ambaixada a Ferran el Catòlic per demanar-li el restabliment de les càtedres.

### Anys de decadència: seglesxviixvii
...l'histoire de l'université de Perpignan se résume-t-elle à ceci, comme on le présente souvent en raccourci: un début très honorable sinon brillant d'abord à la fin du XIVe et au début du XVe siècle puisqu'elle attira des centaines d'étudiants, un dépérissement ensuite... ?
A començaments del segle xvii, l'exclusivitat territorial de la universitat de Perpinyà es veié trencada per l'establiment a la ciutat d'un col·legi dels jesuïtes el 1614, on s'ensenyava retòrica i gramàtica  i a què el rei transferí "a perpetuïtat" dues classes de gramàtica que es feien a la universitat (5 d'agost del 1661). El 1660, el rei també havia atorgat una classe de filosofia als dominics, però aquests hagueren de renunciar-hi el 1664 davant de l'oposició universitària, que havia apel·lat al rei. Ambdós ordes competiren amb la universitat en l'atracció d'alumnes, professors i recursos públics, tant i més perquè la signatura del tractat dels Pirineus (1659) contribuí a assecar el flux d'estudiants del sud de la frontera.
De resultes de l'agregació del Rosselló a França, la universitat començà un procés d'afrancesament, en un context global que es donà també en altres universitats de l'Hexàgon. Així, una disposició del Consell Sobirà del Rosselló  del 1662 i cartes reials del 1688 disposaren que les càtedres de filosofia i teologia únicament es podien atorgar a persones que dominessin perfectament la llengua francesa, i que fossin rosselloneses d'origen o de la resta del reialme (barrant el pas als sud-catalans, doncs). Les deliberacions del consell universitari, que fins al 1690 eren redactades en català, passaren a ser-ho en francès.
L'edicte de Saint-Germain-en-Laye del 1679 ordenava que, a més del dret canònic i del dret romà, a les universitats també s'ensenyés dret francès, i que aquest ensenyament no es fes en llatí (la llengua universitària en exclusiva), sinó en francès. En el cas de Perpinyà, un decret del 21 de juliol del 1683 en creava la plaça de professor, i indicava que l'ensenyament es faria al saló de plens de l'ajuntament de la vila; no seria fins al 1702 que, amb la incorporació de Pere Màrtir de Collarès  com a professor, la càtedra s'integraria a la universitat.

### Segle XVIII: important revifalla, i desaparició
La universitat es quedà sense local propi del 1710  i la mancança d'aquest espai comportà a la necessitat de fer les classes en locals de circumstàncies: de primer (1726), a una casa de la família Jordà en força mal estat a prop de la Font Nova i, quan aquesta amenaçà ruïna  el 1745, movent les lliçons a l'ajuntament (facultats de Dret, Medicina i Filosofia), al palau episcopal (Teologia) o al convent dels dominics.

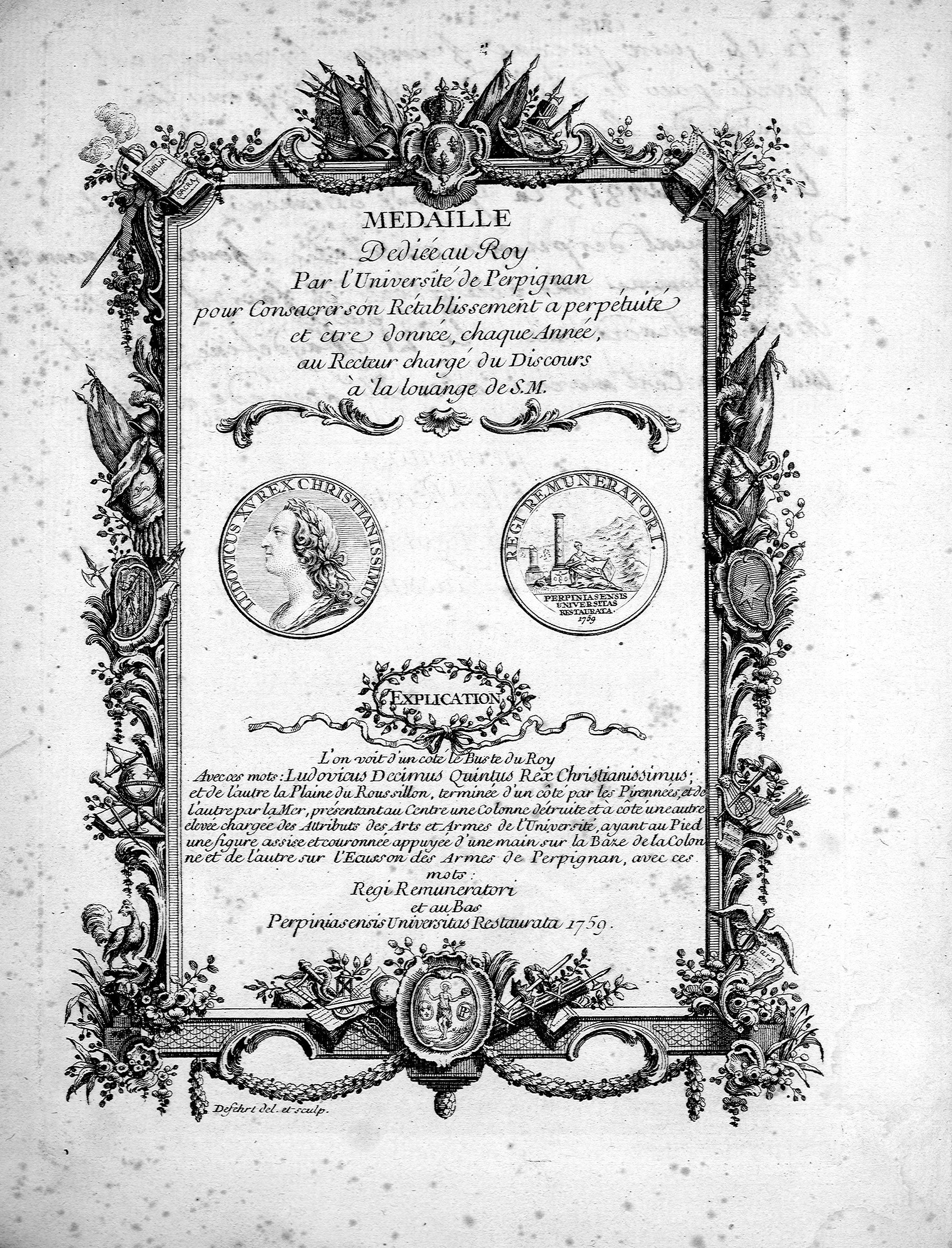
Medalla a Lluís XV amb l'agraïment de la universitat

El 1717 s'havien redactat uns nous estatuts actualitzats (Statuta celeberrimae universitatis litterariae Perpinianensis), que es recolliren en la compilació Statuts et Privilèges de l'Université de Perpignan (s. XVIII). Uns anys després, el 5 de maig del 1723, Lluís XV començà la reorganització de la Facultat de Medicina, fins aquell moment amb un ensenyament sota mínims, disposant la creació de dues càtedres de Medicina i una d'Anatomia. El 1759 el mateix monarca amplià la Facultat amb una nova càtedra de Medicina, alhora que en renovava la d'Anatomia; projectà l'ensenyament de la botànica (per la relació amb les plantes medicinals), que no es faria realitat fins al 1767 amb l'establiment d'una càtedra i la nominació d'un titular; i també disposà que la figura del protometge del Rosselló (delegat reial davant dels metges, cirurgians i llevadores) passava a ser exercida pel degà dels catedràtics de medicina. La universitat tenia un canceller nomenat pel rei  que era qui rebia el jurament del rector de la universitat i qui atorgava el grau de doctor. La prohibició de la Companyia de Jesús a França (disposició parlamentària del 6 d'agost del 1762), reduí a dos el nombre de professors de filosofia.

#### El nou edifici de la universitat (1763)

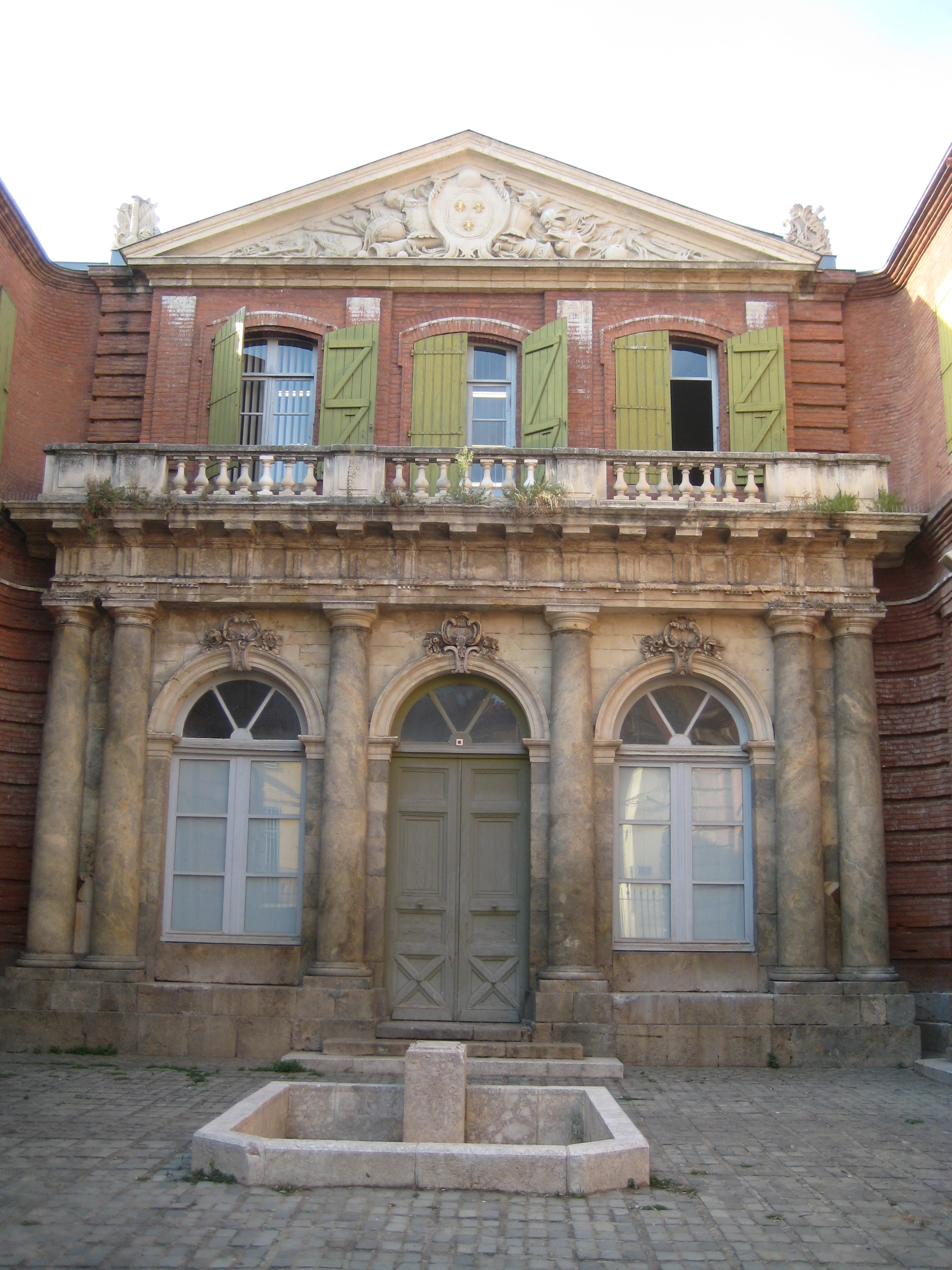
Edifici antic de la Universitat de Perpinyà (1763)

L'estat de decadència que tenien els estudis superiors a Perpinyà al segle xviii i la voluntat de regenerar una zona de frontera, motivaren el comandant en cap del Rosselló, el comte de Mailly, a construir un nou edifici per a la universitat de Perpinyà, que es feu al barri de Sant Jaume entre el 1760 i el 1763. En paral·lel i amb vinculació a la universitat, però a una altra ubicació, de Mailly establí un jardí de plantes (1767), amb un disseny fet el 1766 pel botànic montpellerenc Antoine Gouan  al bastió dels Caputxins, i un d'arbustos al bastió de França. Costa Serradell, nou catedràtic de botànica, esdevingué director d'ambdós. L'edifici de la Universitat constà d'una gran sala d'actes, que doblava com a biblioteca pública -el fons de la qual en De Mailly enriquí amb donacions generoses-, d'un espai per a aules, un gabinet de física experimental, un altre (a partir del 1770) d'història natural i, en un edifici annex, un amfiteatre d'anatomia, anomenat "la rotonde". El 2 de juliol del 1786, el rector Louis Marigo-Vaquer expressà el reconeixement de la institució inaugurant un bust dedicat al marquès de Mailly, tot elogiant-ne l'interès a nodrir les col·leccions d'objectes naturals, vius o preservats.
La universitat recuperà una mica del terreny perdut davant de les institucions competidores, i el 1768  tenia 240 alumnes i 17 professors repartits en quatre facultats (sense comptar-hi els 330 estudiants del Col·legi Reial, en aquell moment part de la universitat i sota l'autoritat -delegada en un director- de l'aleshores rector Antoine Jaubert). A la renovada universitat s'hi ensenyava anatomia, a càrrec d'un cirurgià de l'Hospital Militar de Perpinyà, botànica, medicina (amb una càtedra atribuïda a Josep Celles), i un curs de física experimental. També matemàtiques, encara que la coincidència d'assignatura amb el competidor Col·legi Reial (els jesuïtes, que l'havien portat, havien sigut expulsats del Rosselló el 1762) portà molts problemes. El Jardí de les Plantes tenia el 1766 entre 2.500 i 3.000 vegetals; el 1767 es creà una càtedra de botànica, el 1770 el curs d'història natural, el 1779 un curs gratuït d 'ajuda al part destinat a comadrones i estudiants de medicina, i el 1786 l'intendent del Rosselló Saint-Sauveur creà una càtedra de química. Es potencià molt la biblioteca universitària, que passà dels 2.611 volums que tenia l'any 1771 els 4.959 volums del 1787.

#### Extinció de la universitat (1793)
La universitat deixà de funcionar el juny del 1793. Al llarg del segle xviii, la universitat de Perpinyà havia anat adquirint una mala relació amb l'ajuntament de la ciutat  i l'adveniment de la Revolució li feu perdre, a més, tant el suport reial com el de l'església, afectada per la nacionalització dels béns, la dissolució de comunitats eclesiàstiques i, en general, un actiu anticlericalisme. El 1791 ja només hi restaven vuit estudiants. Privada d'ingressos  i en fallida econòmica al juny del 1793, poc després el decret de la Convenció Nacional del 15 de setembre del mateix any clausurà totes les universitats franceses. Va ser substituïda, pel 1795-1796, per l'École Centrale de Perpinyà (1796-1894), una institució educativa de menys volada. No seria fins a la segona meitat del segle XX quan els estudis universitaris es reprendrien progressivament a la Catalunya del Nord.

## Cos docent

### Rectors
Pels estatuts de la universitat del 1388-1389, el càrrec de rector era electiu, i es renovava anualment. Al llarg de la història, les procedències dels rectors traçaren un dibuix de la influència relativa de cada facultat a cada període temporal:
|           | Dret | Teologia | Medecina | Art |
| 1383-1589 | 44   | 34       | ---      | 5   |
| 1501-1589 | ---  | ---      | 9        | --- |
| 1591-1659 | 24   | 11       | 22       | 0   |
| 1660-1722 | 20   | 18       | 20       | 0   |
| 1723-1759 | 13   | 10       | 13       | 0   |
| 1760-1793 | 11   | 11       | 14       | 4   |

Dels vora dos-cents rectors diferents que governaren la institució se'n poden destacar els noms d'Antoni de Ros i Moner (1541), Francesc Vidal Descamps (1558-1559), Miquel Llot de Ribera (1586), Francesc Soler (1589 i 1599), Josep Juallar (1624, 1632-1635, 1647), Francesc Juallar (1641 i 1648), Josep Carreres (1644), Francesc Carrera (1666, no pogué prendre possessió), Josep Coma (1689), Josep Carrera (1716, 1723 i 1737), Thomas Amanrich (1728 i 1733), Pere Barrera i Volar (1737 i 1755), Emmanuel Bonafos (1743), Tomàs Carrera (1752), Josep Balanda i Sicart (1753), Antoni de Banyuls i de Forcada (1754-1755, 1760, 1767), Francesc de Fossa (1759), Miquel Joan Josep Jaume i Boixader (1769), Joseph Bonafos (1772) i Augustin Anglada (1793, darrer rector).

### Professors
Entre els molts professors que ensenyaren a la universitat de Perpinyà, a més dels rectors esmentats en la relació anterior, es poden citar Cyr Amanrich i els seus fills Jacques i Cyr, Antoni Coma (professor de dret el 1710), Onofre Pau Cellers, Lluís Miquel Costa i Serradell, Josep Antoni Guiter, Pere Nicolau i Josep Ramon. En un document del 1768 s'indica que la universitat tenia disset professors, quatre càrrecs superiors (canceller -el bisbe Charles de Gouy-, vice-canceller, rector i prefecte) i cinc càrrecs menors (bibliotecari, tresorer, demostrador d'anatomia -el Cirurgià Major de l'Hospital Militar-, secretari i bidell); a notar, que els càrrecs de vice-canceller, prefecte i tresorer requeien el 1768 en el reputat professor de teologia Augustin Vidalier.

|  | Per a més professors de la universitat, vegeu la Categoria:Professors de la Universitat de Perpinyà. Comprèn tant professors de l'etapa antiga com professors de l'etapa contemporània de la institució |